# 크레펠트 전투
크레펠트 전투(독일어: Schlacht bei Krefeld)는 1758년 6월 23일 프로이센-하노버 연합군과 프랑스 군 사이에 벌어진 7년 전쟁의 전투 중 하나이다.
하노버군은 브라운슈바이크 공작(duke of Brunswick)의 동생인 페르디난트(Ferdinand)가 지휘하는 하노버군은 클레르몽 백작(Comte de Clermont)이 지휘하는 프랑스군을 라인강 너머로 격퇴시켰다. 페르디난트의 군대는 강을 넘어 라인강 좌안에 진입하여 프랑스의 국경을 위협하는 위치를 장악하였다. 리슐리외 공작(Duc de Richelieu)의 대리로 프랑스군의 지휘권을 장악한 클레르몽은 페르디난트의 진군을 저지하려 하였다. 클레르몽은 동과 서로 흐르는 장벽이 쳐진 운하의 남쪽에 방어선을 쳤다. 그리고 장벽이 쳐진 운하는 일종의 자연적인 요새로서 사용되었고 클레르몽은 이를 이용해 좀 더 쉽게 방어 전략을 짤 수 있었다.
페르디난트는 클레르몽이 지휘하는 프랑스군의 우익을 공격하려는 것처럼 속인 후에 넓은 우회기동을 하여 프랑스군의 시야가 닷지 않는 곳에서 운하를 넘었고, 수풀이 우거진 지역을 돌파하여 클레르몽의 좌익을 공략하였다. 막 점심을 먹으려 하던 클레르몽은 지원군을 보내는 타이밍을 놓쳐 버렸고 이 결과 프랑스군의 좌익은 붕괴되었다.
유명하고 카리스마적인 프랑스의 국방장관 벨르-이슬 백작(Comte de Belle-Isle)의 독자인 기소르 백작(Comte de Gisors)은 프랑스 카라비니에르(Carabiniers 기총병)의 돌격을 선두에서 독려하다가 치명적인 부상을 당했다. 프랑스군의 좌익을 지휘한 생 제르망 백작(The Comte de St. Germain)는 이런 절망적인 상황에서도 적의 공격에 충분한 방어태세를 갖추는 데 성공하여 완전히 궤주하는 것을 저지하였다. 프랑스군은 상대적으로 양호한 상태에서 퇴각할 수 있었다.
동맹군의 측면 부대를 맡아 뛰어난 통솔력을 보여주었던 브라운슈바이크 공작의 아들 에르브프린츠(Erbprinz)는 나폴레옹 전쟁 도중 예나 전투(battle of Jena)에서 입은 부상으로 인해 사망했다. 클레르몽은 패배 후 자신의 지휘권을 다른 사람에게 이양해주길 청하였고, 그의 요청은 받아들여졌다. 클레르몽의 지휘권은 콩타느(de Contades) 원수에게 이양되었다.